# Tracy Hall
Howard Tracy Hall (Ogden, 20 ottobre 1919 – Provo, 25 luglio 2008) è stato un chimico e fisico statunitense.
Fu la prima persona che fu in grado di produrre un diamante sintetico secondo un procedimento affidabile, verificato ed assistito, il tutto utilizzando una pressa di sua invenzione.

## Biografia
Nel 1941 è stato effettuato un accordo tra General Electric (GE), Norton e Carborundum per sviluppare ulteriormente la sintesi del diamante, accordo che ebbe poco successo. Il tutto venne ripreso nel 1951 presso i laboratori Schenectady di GE con F.P. Bundy e H.M. Forte. Tracy Hall e altri vennero aggiunti a questo progetto poco dopo. Il gruppo di Schenectady perfezionò da quell'anno l'incudine (DAC), successivamente migliorata da Bundy e Strong prima e dallo stesso Hall dopo. Hall raggiunse il primo successo commerciale della sintesi del diamante il 16 dicembre 1954, successo poi annunciato il 15 febbraio 1955. La sua scoperta avvenne utilizzando una pressa a cinghia in grado di produrre pressioni superiori a 10 GPa (100000 bar) e temperature oltre i 2000 °C. La pressa a cinghia ha utilizzato un contenitore di pirofillite in cui è stata sciolta grafite all'interno di nichel fuso, cobalto o ferro. Questi metalli hanno agito come un "solvente catalizzatore" che scioglie il carbonio e accelera la sua trasformazione in diamante. Il diamante più grande prodotto è risultato di 0,15 mm di diametro: troppo piccolo e visivamente imperfetto per i gioielli, ma utilizzabile in abrasivi industriali.  I collaboratori di Hall sono stati in grado di replicare il suo lavoro e la scoperta è stata pubblicata sulla rivista inglese Nature. Hall era la prima persona a sviluppare un diamante sintetico con un processo riproducibile, verificabile e ben documentato. Hall lasciò la GE nel 1955 e tre anni dopo sviluppò un nuovo apparato per la sintesi di diamante: una pressa tetraedrica con quattro incudini, per evitare di violare un ordine segreto della US Department of Commerce in merito alle domande di brevetto della GE. Divenne nel frattempo preside dell'Università di Brigham Young e fondò la Megadiamonds e la Novatek International, due compagnie che producevano diamanti. Nel 1976 Hall divenne un pastore protestante e, in quanto tale, per un certo periodo esercitò come missionario in Africa assieme alla moglie.

## Onorificenze
- Hall ha ricevuto il Premio American Chemical Society per l'Invenzione Creativa per il suo lavoro sulla sintesi del diamante.[5]
- Per la sua invenzione venne ripagato dalla General Electric con un buono del tesoro da 10 dollari.[6] L'episodio è narrato anche nel telefilm Breaking Bad, in cui il protagonista Walter White narra ai suoi studenti la storia di Hall.